# Glomeris pulchra
Glomeris pulchra är en mångfotingart som beskrevs av Carl Ludwig Koch 1847. Glomeris pulchra ingår i släktet Glomeris och familjen klotdubbelfotingar.

## Underarter
Arten delas in i följande underarter:
- G. p. bukkariensis
- G. p. garganensis
- G. p. hispanica
- G. p. kochi